# I-70
I-70 – japoński oceaniczny okręt podwodny typu KD6A o wyporności 1785 ton na powierzchni. Zwodowany 14 czerwca 1934 roku, wszedł do służby w cesarskiej marynarce wojennej 9 listopada 1935 roku. W grudniu 1941 roku wziął udział w ataku na Pearl Harbor, zaś kilka dni później, 10 grudnia, został zatopiony na powierzchni przez bombowiec nurkujący SBD-2 Dauntless z eskadry VS-6 lotniskowca USS „Enterprise” (CV-6) i został następnie uznany za pierwszy japoński okręt zatopiony podczas drugiej wojny światowej.